# Rudolf Petersen (Marineoffizier)
Rudolf Jesper Petersen (* 15. Juni 1905 in Atzerballig; † 2. Januar 1983 in Flensburg) war ein deutscher Marineoffizier, zuletzt Kommodore, im Zweiten Weltkrieg. Ab April 1942 war er Führer der Schnellboote. Er ließ im Mai 1945, noch zwei Tage nach der bedingungslosen Kapitulation der Wehrmacht, drei Matrosen nach Kriegsgerichtsverfahren hinrichten.

## Leben
Petersen, Sohn eines Pfarrers, trat am 16. November 1925 als Seekadett in die Reichsmarine ein und wurde 1929 zum Leutnant zur See sowie am 1. Juli 1931 zum Oberleutnant zur See befördert. Am 1. September 1935 zum Kapitänleutnant befördert, erhielt er am 6. September 1934 das Kommando über das am 22. Januar 1934 bei der Lürssen-Werft in Vegesack vom Stapel gelaufene Schnellboot S 9. Am 1. August 1938 wurde Petersen Chef der neu aufgestellten 2. Schnellboot-Flottille der Kriegsmarine in Wilhelmshaven.
Bei Kriegsbeginn 1939 lag die Flottille mit den Booten S 9, S 10, S 14, S 15, S 16 und S 17 und dem Schnellbootbegleitschiff Tanga im U-Boothafen von Helgoland. Bei einem Aufklärungsvorstoß am 4. September 1939 erlitt das Boot S 17 im Sturm so schwere Schäden, dass es ausgemustert werden musste. Die Flottille unternahm danach Ausbildungsfahrten in der Ostsee. Im Zuge der U-Boot-Sicherung für die Schweren Kreuzer Admiral Hipper und Blücher wurde in der westlichen Ostsee, dem Großen und Kleinen Belt und im Öresund vergeblich nach polnischen U-Booten gesucht. Mit dem Einsetzen der Vereisung der Ostsee verlegten die Boote zurück in die Nordsee.
Am 1. Januar 1940 wurde Petersen zum Korvettenkapitän befördert. Ab 20. Oktober 1941 bereitete er sich als Admiralstabsoffizier beim Führer der Torpedoboote auf seine bevorstehende Aufgabe als „Führer der Schnellboote“ (FdS) vor, die er am 20. April 1942 übernahm und bis zum Kriegsende innehatte. Am 1. April 1944 wurde er zum Kapitän zur See befördert und am 23. September 1944 zum Kommodore. Am 4. August 1940 erhielt Petersen das Ritterkreuz des Eisernen Kreuzes und am 13. Juni 1944 dazu das Eichenlaub. Er wurde allerdings wiederholt von seinen Vorgesetzten wegen angeblicher Erfolglosigkeit gerügt. Petersen war einer von zwei Seeoffizieren, die im Zweiten Weltkrieg den Dienstgrad des Kommodores innehatten, ohne zum Konteradmiral befördert zu werden.
Als sich die letzte Reichsregierung unter Karl Dönitz zum Kriegsende nach Flensburg-Mürwik absetzte, verlegte auch Rudolf Petersen seine Dienststelle in den dortigen Sonderbereich Mürwik.

## Kriegsgerichtsverfahren Mai 1945
Petersen versammelte seine Schnellboote Anfang Mai 1945 in der Geltinger Bucht vor Flensburg. Dort war er am 9. Mai 1945 Gerichtsherr über den Fahnenflucht-Prozess eines Militärgerichts gegen vier junge Soldaten, und zwar gegen den 26-jährigen Matrosen Fritz Wehrmann aus Leipzig, den 20-jährigen Funker Alfred Gail aus Kassel, den 22-jährigen Obergefreiten Martin Schilling aus Ostfriesland sowie einen vierten Soldaten. Die hier namentlich genannten drei Soldaten wurden zum Tode verurteilt und am 10. Mai 1945 auf dem Schnellbootbegleitschiff Buea erschossen; Milderungsgründe erkannte das Gericht allein bei dem Soldaten Kurt Schwalenberg, der zu drei Jahren Zuchthaus verurteilt wurde. Die Hinrichtung der drei Soldaten erfolgte zwei Tage nach der deutschen Gesamtkapitulation. Dies geschah, obwohl Petersen einerseits bereits am 8. Mai die Seekriegsflagge auf den ihm unterstellten Schiffen einholen ließ und andererseits als Gerichtsherr beim Prozess von seinem Begnadigungsrecht hätte Gebrauch machen können. Die vier jungen Soldaten hatten – im Vertrauen auf die Teilkapitulation der Wehrmacht für Nordwestdeutschland, Dänemark und die Niederlande vom 4. Mai 1945 – versucht, am 6. Mai von ihrer Unterkunft in Svendborg auf der dänischen Insel Fünen zum deutschen Festland zu gelangen. Dabei waren sie von einem dänischen Hilfspolizisten aufgegriffen und an den Ortskommandanten der deutschen Truppe überstellt worden.
Wehrmanns Mutter erhielt den Abschiedsbrief ihres Sohnes auf dessen ausdrücklichen Wunsch erst ein Jahr später, denn er hoffte, dass seine Mutter dann ohnehin nicht mehr mit seinem Überleben rechnete. In diesem Brief nannte er die Namen sämtlicher Verantwortlicher.

### Nachspiel
In drei Prozessen wurden Petersen und die Mitglieder des Kriegsgerichts 1953 durch das Landgericht Hamburg (nach Revision des Bundesgerichtshofs) vom Vorwurf des Totschlags und der Rechtsbeugung freigesprochen. In einer früheren Verhandlung vor dem Obersten Gerichtshof für die Britische Zone waren die Richter 1948 noch zu folgendem Urteil gekommen:

„Wenn in einer Zeit, in der Gewalt und Willkür das öffentliche Leben beherrschten, Richter aus Geist oder Anordnung dieses Systems ihr Amt zur Begehung von Unmenschlichkeiten mißbrauchten, so war das eine der gefährlichsten und unerträglichsten Formen dieser Verbrechensart. Es wäre vollends unverständlich, gerade solche Richter von der Kennzeichnung und Bestrafung als Unmenschlichkeits-Verbrecher auszunehmen, weil sie Richter waren und unabhängig hätten urteilen sollen.“

Nach dem Freispruch nahm sich Alfred Gails Mutter mittels Gas das Leben. Anna Wehrmann verbrachte 20 Jahre in einem Heim.

## Nachkriegszeit und Tod
Petersen arbeitete später als Handelsvertreter und beim Militärischen Abschirmdienst (MAD) der Bundeswehr. Vom 1. Juni 1953 bis Anfang 1958 war er Leiter der Hanseatischen Yachtschule des Deutschen Hochseesportverbandes HANSA e. V. in Glücksburg.
Er erlitt einen schweren Schock und eine Hirnblutung, als ihm Jugendliche am Silvestertag 1982 beim Öffnen der Wohnungstür Böller ins Gesicht warfen, und starb am 2. Januar 1983 an den Folgen.